# Zeineb Khalfallah
Zeineb Khalfallah, née le 16 avril 1993 à Ezzahra, est une nageuse tunisienne.

## Carrière
Zeineb Khalfallah est médaillée d'or du 200 mètres nage libre et du 4 x 100 mètres nage libre ainsi que médaillée d'argent du 4 x 100 mètres quatre nages aux championnats d'Afrique 2008 à Johannesbourg.
Elle est médaillée d'argent du relais 4 x 200 mètres nage libre et médaillée de bronze du 200 mètres nage libre ainsi que du 4 x 100 mètres nage libre aux championnats d'Afrique 2010 à Casablanca.
Aux Jeux africains de 2011 à Maputo, Zeineb Khalfallah est médaillée d'argent du 200 mètres nage libre et médaillée de bronze du 100 mètres nage libre.